# The Black Pirate (1926)
The Black Pirate is een stomme film uit 1926 onder regie van Albert Parker. Het is de derde avondvullende film om in Technicolor opgenomen te worden.
De film gaat over een atletische jonge man die wraak zoekt op de moordenaars van zijn vader. Om deze te kunnen vangen, doet hij zich voor als een piraat.

## Rolverdeling
| Acteur            | Personage        |
| ----------------- | ---------------- |
| Douglas Fairbanks | Zwarte piraat    |
| Billie Dove       | Prinses Isobel   |
| Tempe Pigott      | Duenna           |
| Donald Crisp      | MacTavish        |
| Sam De Grasse     | Piratenluitenant |